# MuchMusic
Much — канадский англоязычный развлекательный (ранее - музыкальный) канал. Принадлежит Bell Media. Канал впервые запущен 31 августа 1984 года, под управлением компании CHUM Limited, в качестве одного из первых когда-либо специализированных телеканалов. После запуска, и на протяжении большей части времени своего вещания, телеканал показывал музыкальные шоу, в том числе музыкальные видео и оригинальные шоу с акцентом на музыкантов и артистов. В последние годы, особенно после смены владельца, канал начал смещать фокус с музыкальных шоу и видео на подростковые сериалы, что привело к сокращению названия MuchMusic к середине 2010-х годов.